# 山口乃々華
山口 乃々華（やまぐち ののか、1998年3月8日 - ）は、日本の女優、ダンサー。E-girlsの元メンバー。埼玉県春日部市出身。LDH JAPAN所属。

## 略歴
春日部市立上沖小学校、春日部市立大沼中学校を卒業。
2009年、EXPG東京校に通い始める。
2011年、「VOCAL BATTLE AUDITION 3」のダンスパフォーマンス部門に合格。bunnyのメンバーとなりダンサーとして活動を開始する。
2012年10月発売のシングル「Follow Me」よりE-girlsとしても始動する。
2013年7月、東海テレビ系『明日の光をつかめ -2013夏-』でダンス部員役として女優デビュー。

### モデル
2007年に小学生向け雑誌『小学四年生』の読者モデルとして活動し、2008年に『小学五年生』の読者モデルとして活動した。
2010年、女子小中学生向けファッション雑誌『ピチレモン』の「第18回ピチモオーディション」に合格し、同誌の専属モデルとなる。2014年12月発売の1月号で同誌を卒業した。

## 人物
- 姉が1人いる[7]。
- 3歳から小学4年までクラシックバレエを習っていた[5]。

## 出演

### テレビドラマ
- 明日の光をつかめ -2013夏-（2013年7月 - 8月、東海テレビ） - ダンス部員 役[要出典]
- 恋文日和（2014年1月 - 3月、日本テレビ） - 橘花楓 役[8]
- HiGH&LOW Season2（2016年4月 - 6月、日本テレビ） - ノノリキ 役[9]
- 崖っぷちホテル! 最終話（2018年6月、日本テレビ）
- ビッ友×戦士 キラメキパワーズ!（2021年7月 - 2022年6月、テレビ東京） - マックララ 役[10]
- 昭和歌謡ミュージカル また逢う日まで（2022年4月30日、NHK BSプレミアム・BS4K） - 夏木和香 役[11]

### 映画
- HiGH&LOW THE MOVIE（2016年） - ノノリキ 役[9]
  - HiGH＆LOW THE MOVIE 2 / END OF SKY（2017年）[12]
  - HiGH＆LOW THE MOVIE 3 / FINAL MISSION（2017年）[12]
- イタズラなKiss THE MOVIE 〜ハイスクール編〜（2016年） - 石川理美 役[13]
  - イタズラなKiss THE MOVIE 2 〜キャンパス編〜（2017年）
  - イタズラなKiss THE MOVIE 3 〜プロポーズ編〜（2017年）
- 私がモテてどうすんだ（2020年7月10日） - 芹沼花依 役[14]

### 短編映画
- わかれうた（2017年） - 戸上恵理子 役
- ウタモノガタリ -CINEMA FIGHTERS project-「Kuu」（2018年） - ハナ 役

### 舞台
- 音楽朗読劇「ヘブンズ・レコード 〜青空篇〜」（2019年9月）
- BOOK ACT「芸人交換日記」（2020年2月）[15]
  - BOOK ACT Z 2025「芸人交換日記」（2025年5月）[16]
- あなたと作る〜etude The 美4（2020年10月）
- INTERVIEW〜お願い、誰か僕を助けて〜（2021年3月 - 4月） - ジョアン 役[17]
- ミュージカル「ジェイミー」（2021年8月 - 9月） - プリティ 役[18]
- ミュージカル「あなたの初恋探します」（2022年3月 - 4月）[19]
- conSept Musical Drama #7「SERI〜ひとつのいのち」（2022年10月） - 千璃 役[20]
  - conSept Musical Drama #8「SERI 〜ひとつのいのち」2026（2026年2月〈予定〉）[21]
- オッドタクシー 金鋼石は傷つかない（2023年1月 - 2月） - 三矢ユキ 役[22]
- ミュージカル「SPY×FAMILY」（2023年3月 - 5月） - フィオナ・フロスト 役[23]
  - ミュージカル「SPY×FAMILY」2025年公演（2025年9月 - 12月）[24]
- a new musical「ヴァグラント」（2023年8月 - 9月） - 三葉トキ子 役[25]
- 舞台『呪術廻戦』-京都姉妹校交流会・起首雷同-（2023年12月 - 2024年1月） - 釘崎野薔薇 役[26]
- 朗読劇「私の頭の中の消しゴム 15th Letter」（2024年4月）[27]
  - 「私の頭の中の消しゴム Final Letter」（2025年5月）[28]
- ドレミの歌（2024年5月）[29]
- belle waves #1 ミュージカル「ラフヘスト～残されたもの」（2024年7月）[30]
- 音楽朗読劇「手紙」（2024年9月）[31]
- リーディング・ミュージカル「アンドレ・デジール 最後の作品」（2024年11月） - マルセリーナ 役 他（音くり寿とダブルキャスト）[32]
- 朗読劇「沼オトコと沼落ちオンナのmidnight call〜寝不足の原因は自分にある。〜」（2024年12月）[33]
- KAAT神奈川芸術劇場プロデュース 音楽劇「愛と正義」（2025年2月 - 3月） - ヒノムラソチ 役[34]
- SAKURACROSS PROJECT「NINETEEEEN GRRRLZ' 99」（2025年4月）[35]
- 青山メインランドファンタジースペシャル ブロードウェイミュージカル「ピーター・パン」（2025年7月 - 8月） - ウェンディ 役[36]

### オーディオドラマ
- シンフォニー王国物語（2020年12月）[37]

### テレビ番組
- すイエんサー（2011年10月 - 不定期出演、NHK Eテレ） - すイエんサーガールズ[38]

### 配信番組
- ホッと一息! ののりきカフェ（2019年7月 - 2020年1月、cookpadLive）[39]
  - メンバー来店! ののりきカフェ（2020年2月 - 9月）[40]

### 広告
- プラスステーショナリー「norino beans」（2012年）[要出典]
- 西武・そごう「HAPPY WHITE DAY FOR ME」（2020年）

### CM
- リクルート「リクナビ進学」（2015年）[41]
- Samantha Thavasa 25th（2019年）
- ミスタードーナツ
  - 「Tap! Tap! Tapioca!」（2019年）
  - 「コットンスノーキャンディ」（2019年）
- 洋服の青山（2019年）[42]

### ミュージックビデオ
- EXILE「Someday（こどもバージョン）」（2009年）[要出典]
- Samantha Thavasa Family「ONE -we are one-」（2019年）
- osage「触れ逢いたい」（2021年）
- Aimer「オアイコ」（2022年）

### ランウェイ
- GirlsAward
  - GirlsAward 2012 AUTUMN/WINTER（2012年）[43]
  - GirlsAward 2017 AUTUMN/WINTER（2017年）[44]
  - GirlsAward 2018 AUTUMN/WINTER（2018年）[45]
- 東京ランウェイ 2014 SPRING/SUMMER（2014年）[46]

### 連載
- GINGER WEBサイト
  - 「ののペディア」（2019年3月 - 2020年12月）[47]
  - 「〒ののポスト」（2023年3月 - ）[48]

### その他
- かすかべ親善大使（2022年）[2]

## イベント
- 山口乃々華ファンミーティング『ののりき会2023-第1回-』（2023年9月30日）[49]
- ののりき会 〜BIRTHDAY PARTY!! in HANEDA〜（2025年3月8日）[50]
- ののりき会 〜Tea Party in HANEDA〜（2025年4月29日）[51]

## 書籍

### 雑誌連載
- ピチレモン（2010年6月号 - 2015年1月号[4]、学研パブリッシング） - 専属モデル

### 著書
- ののペディア 心の記憶（2021年2月4日）[47]